# Назарова, Богдана Владимировна
Богдана Владимировна Назарова инициатор  благотворительной программы «Чужих детей не бывает». Вице-президент благотворительной программы «Florida for Ukraine». Стала победительницей конкурсов MISS UKRAINE, MISS MIAMI US NATION 2022. MISS FLORIDA US NATION 2022. MISS US NATION 2022 и MISS NATION UNIVERSE 2023 - первая в истории Америки украинка , завоевавшая все титулы.Так же  выходила на подиумы на неделе моды в NY участвовала в кампейнах для Flying Solo NY, побывала на обложке Voque Ukraine и многих других выдающихся мировых глянцев.Стала Амбассадором Индийского бренда HERITAGEINDIA. Сейчас Богдана входит в судейский состав конкурса MISS US NATION. В партнерстве с DIG Foundation Богдана Назарова создала эксклюзивную коллекцию NFT, все средства от которой были направлены на помощь Украине .Эта благотворительная генеративная коллекция NFT включала в себя 10 000 NFT — уникальных цифровых коллекционных предметов, которые были доступны для покупки через OpenSea и включали  в себя художественные интерпретации самых известных памятников и достопримечательностей ряда украинских городов, прославляя историю и наследие богатой страны.

## Биография
Богдана родилась в г. Днепродзержинске (Каменское) с.Романково. Там же окончила среднюю образовательную школу № 27 с золотой медалью. Поступила в Днепродзержинский государственный технический университет на экономический факультет. Через год перевелась на заочную форму обучения для того, чтобы переехать в Днепропетровск и учиться в «Школе парикмахерского искусства Абрамовой».В 2010 стала победительницей на Чемпионате Украины по парикмахерскому искусству.В 2011 переехала жить в Киев и уже в конце 2013 стала победительницей конкурса Mrs. Ukraine International-2013.
С 2012 года вела постоянную рубрику «Клипомания» на первом интерактивном канале Украины OTV music.
В 2014 году Богдана побывала на обложке украинского Playboy. .В ноябре этого же года победила на премии «Завидные невесты Украины 2014» в номинации Cosmo Lady и «Успешная леди»
В 2014 году Богдана Назарова остается обладательницей титула «Миссис интернешнл Украины». В этом же году украсила обложку украинских журналов XXL и Cosmo Lady. В 2013 году стала финалисткой «Хочу V ВИА Гру» — музыкальное международное реалити-шоу по поиску участниц для нового состава группы «ВИА Гра». Богдана стала инициатором благотворительной программы «Чужих детей не бывает», ездит по детским домам, общается с семьями и заботится о том, чтобы у каждого ребёнка был шанс обрести новую жизнь.
В 2016 была на обложке русского Playboy. 
С 2017 года вела постоянную рубрику Главные клипы недели на M1 — украинский общенациональный музыкально-развлекательный телеканал. Это первый музыкальный канал на Украине, который транслирует клипы в режиме караоке. Входит в медиахолдинг «StarLightMedia» (50%) и «ТАВР Медиа» (50%).В 2019 обложка L’OFFICIEL Baltic. В 2021 обложки The Air by KBP ,журнала Натали Украина ,GMARO NYC, Woman Ukraine ,Vogue UA, обложки Fashion Magazine NYC , FIENFH Magazine и многих других. 
Богдана вошла в топ 10 самых красивых украинок за всю историю Украины , получила титулы «Самая завидная невеста Украины», «Самая успешная бизнес-леди Украины», «Самая стильная леди Украины»  
Стала победительницей конкурсов MISS MIAMI US NATION 2022. MISS FLORIDA US NATION 2022. MISS US NATION 2022 и MISS NATION UNIVERSE 2023. Так же в этом году выходила  на подиумы на неделе моды в NY  участвовала в кампейнах для Flying Solo NY, побывала на обложке Voque Ukraine.Стала Амбассадором Индийского бренда HERITAGEINDIA. Сейчас Богдана входит в судейский состав конкурса MISS US NATION.